# Telines
Telines (Τηλίνης) fou un sacerdot hereditari de Gela, d'una de les principals famílies de la ciutat que havien fundat Gela vers el 690 aC.
Va viure al segle vi aC. Va participar en lluites entre Gela i altres ciutats o pobles veíns, els detalls de les quals no es coneixen. En una ocasió en què un grup de gent de Gela havia estat desterrada pel partit oposat, va aconseguir la seva readmissió apel·lant a la religió i al temor inspirat per les deïtats infernals (Demèter i probablement Proserpina). Per aquest fet fou nomenat hierofanta de la deessa Proserpina, dignitat que va transmetre al seu fill. Heròdot diu que Telines tenia fama de ser un home efeminat. Fou ancestre del tirà Geló I de Gela.